# Автомагістраль AP-9 (Іспанія)
Автомагістраль AP-9 або Autoestrada do Atlántico — платна автомагістраль у Галісії, Іспанія. Вона починається в Ла-Корунья і пролягає на південь повз міста Сантьяго-де-Компостела, Понтеведра і Віго, а потім закінчується в місті Туй, за кілька кілометрів на північ від португальського кордону на річці Міню.
АP-9 — завдовжки 178 км. Перші 16 км, від Ла-Корунья до Автовіа A-6 поблизу мосту Гісамо та Бетансос, є частиною європейського маршруту E70, тоді як решта є частиною європейського маршруту E01. Між Ла-Корунья і Віго автомагістраль проходить паралельно дорозі N-550, а між Віго і Туї — паралельно автомагістралі A-55.
AP-9 має дві гілки: 36 км довжиною і AP-9F від Guísamo до Ферроль, яка проходить паралельно дорозі N-651 і також є частиною європейського маршруту E01 і має 4 км довжиною AP-9V, яка пролягає в центр Віго.

## Історія
Будівництво автомагістралі, спочатку відомої як A-9, почалося в середині 1970-х років з ділянки між Понтеведра і Віго, включаючи міст Ранде, а також ділянки між Ла-Корунья і Сантьяго-де-Компостела. Останній відкрився в 1979 році, перший — двома роками пізніше.
Між 1988 і 1992 роками ці два розділи були поступово пов'язані. У 1994 році почалося будівництво відгалуження до Ферроля.
Наприкінці 1990-х років A-9 було продовжено від Віго до місця, де зараз з’єднується з автострадою AG-57. Потім, на початку 2000-х, його продовжили від цієї точки до Туї. Гілка до Ферроля була завершена у 2003 році, і в тому ж році A-9 було перейменовано в AP-9, як частину загальної іспанської системи автомагістралей.